# محسن الزيدي
سید محسن رضا الزیدی الشهير بمحسن الزیدی (10 يوليو 1935 في ولاية أتر برديش-3 سبتمبر 2003 في لكناو، أتر برديش) هو شاعر أردي هندي.